# Habakuk
Habakuk je jedan od takozvanih manjih proroka hebrejskih pisama Biblije (Stari zavjet).
Habakuk na hebrejskom znači srdačan zagrljaj. Nema nikakvih informacija o Habakukovom porijeklu, plemenu, životnim okolnostima ili smrti. Moglo bi se zaključiti da je bio levitski hramski glazbenik jer na kraju njegove biblijske knjige stoji:Upravitelju na mojim žičanim instrumentima. Knjiga proroka Habakuka navodi da je napisana nakon vladanja bogobojaznog kralja Jozije 659-629.pr. Kr., dakle prije unišenja Jeruzalema 607.pr. Kr. Radnja knjige bi odgovarala ranom vladanju kralja Jehojakima. Jehojakima je postavio na prijestolje faraon Neho, a izraelska nacija je bila pod egipatskim područjem utjecaja. Pod takvim okolnostima Izraelci su smatrali da ne postoji nikakva mogućnost napada Babilona. Međutim Nebuhadnazer je porazio faraona Nehu u bici kod Karkemiša 625.pr.n.e.slomiviši time egipatsku silu. Habakuk je ranije najavljivao da će Bog podignuti narod okrutan i neobuzdan,koji prolazi prostrnstvima zemaljskim da zaposjedne obitavališta koja im ne priadaju.Strašan je i jezovit. Pravda njegova i dostojantvo njegovo od njega samog dolaze. Konji njegovi su brži od leoparda i okrutniji od vukova večernjih. Bojni konji njegovi kopitama o zemlju udaraju i izdaleka dolaze bojni konji njegovi.Lete kao orao kad se obruši da plijen proždere.Sav taj narod dolazi da bi nasilje učinio. Nadolaze lica njihova silovito kao vjetar istočni i zarobljenike skupljaju kao pijesak. Taj se narod ruga kraljevima i vladari mu za podsmijeh služe. Svakome utvrđenom mjestu on se smije, nasipava zemlju i osvaja ga. U to će vrijeme juriti kao vjetar, proći će i bit će kriv. Ta mu je snaga od boga njegova.Hab1.6do11.Tako je Habakuk vidi u viziji vojsku i konjanike nadolazeće svjetske sile Babilona. Habakuk je zanimljiv to što uči oslanjati se na Boga i upozorava na Božje sudove. I danas upozorava na svijet pun nasilja i daje odgovore: Hoće li Bog izvršiti osvetu nad zlima?